# Group 1 Automotive
Group 1 Automotive, Inc. er en amerikansk bilforhandler- og autoværkstedskæde med over 200 filialer i USA og Storbritannien. Group 1 sælger nye og brugte biler samt mindre lastbiler desuden tilbyder de reparationer og finansiering. I 2021 havde de over 13.000 ansatte. 
Group 1 blev etableret i 1997 med B. B. Hollingsworth som formand og CEO.